# تپه موسی قبری
تپه موسی قبری مربوط به عصر آهن - دوره اشکانیان است و در شهرستان ماهنشان، بخش انگوران، دهستان انگوران، روستای خضرشاه، ۷۰ متری شرق روستای خضرشاه، کنار جاده خاکی واقع شده و این اثر در تاریخ ۲۶ اسفند ۱۳۸۷ با شمارهٔ ثبت ۲۵۹۵۸ به‌عنوان یکی از آثار ملی ایران به ثبت رسیده است.